# Nuclear Blast Festivals 2000
Nuclear Blast Festivals 2000 è una compilation pubblicata nel 2000 da Nuclear Blast, che comprende brani di Hypocrisy, Crematory, Destruction, Raise Hell e Kataklysm.

## Tracce

### Raise Hell
1. Dance with the Devil - 4:50
2. Babes - 3:41
3. Soulcollector - 6:05

### Kataklysm
1. 1999.6661.2000 - 3:50
2. Laments of Fear - 4:10
3. The Awakener - 4:25

### Hypocrisy
1. Fractured Millennium - 5:29
2. Legions Descend - 4:05
3. Fire in the Sky - 5:18
4. Elastic Inverted Visions - 5:55

### Destruction
1. The Butcher Strikes Back - 4:10
2. Tears of Blood - 4:08
3. Mad Butcher - 4:02
4. Total Desaster - 3:55

### Crematory
1. Endless - 4:50
2. I Never Die - 5:50
3. Away - 4:30

## Crediti[2]
- Gerhard Magin - missaggio
- Tommy Tägrgren - missaggio
- Andy Brooks - missaggio
- Udo Milde - missaggio
- Chris Orzechowski - registrazione
- Markus Bon - registrazione